# Pedro Antonio de Alarcón

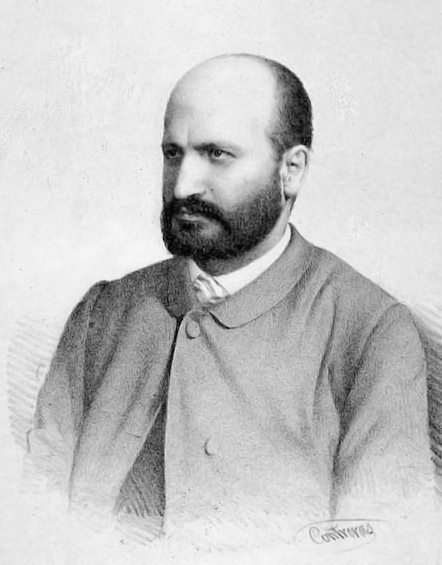
Pedro Antonio de Alarcón

Pedro Antonio Joaquín Melitón de Alarcón y Ariza (10. března 1833 Guadix, Granada – 19. července 1891 Valdemoro, Madrid) byl španělský spisovatel a politik. Byl také členem Španělské královské akademie (RAE).
V současnosti je z jeho díla nejznámější humoristický román Třírohý klobouk (El Sombrero de Tres Picos, 1874), jedno z nejpopulárnějších děl španělské literatury. V roce 1917 na motivy tohoto románu španělský skladatel Manuel de Falla složil stejnojmenný balet.

## Život a dílo
Alarcón se narodil ve městě Guadix poblíž Granady. V roce 1859 se zúčastnil španělských vojenských operací v Maroku. Roku 1865 se v Granadě oženil s Paulinou Contreras Reyesovou.
První literární uznání získal za knihu Svědkův deník z africké války (1860), vlastenecký popis tohoto tažení.
Třírohý klobouk je založen na staré španělské romanci, popisuje zmatek, který nastane, když se mlynář domnívá, že ho jeho manželka podvádí se starostou. Třírohý klobouk je živým líčením života na vesnici v Andalusii, autorově rodném kraji.
Dalším populárním kratším románem byl Kapitán Veneno (El capitán Veneno, 1881), dále napsal čtyři delší romány, jeden z nich, Skandál (El escándalo, 1875) je známý pro své ostré psychologické vhledy. Dále napsal tři cestopisy a řadu povídek a esejů.

## České překlady
- Třírohý klobouk. 4. vyd. Praha : SNKLHU, 1958. 140 S. Překlad: Zdeněk Šmíd, předmluva: Oldřich Bělič
  - Třírohý klobouk. 1. vyd. Praha : V. Šmidt, 1947. 123 S. Překlad: Zdeněk Šmíd
    - Třírohý klobouk. V Praze : J. Otto, 1904. 143 S. Překlad: Antonín Pikhart
- Finale z Normy : novela. V Praze : Politika, 1926. 219 S. Překlad: Hugo Kosterka
- Bronislavino štěstí : dívčí románek. Praha : Miloslav Nebeský, 1923. 210 S. Překlad: Karel Vít
- Láska kapitána Venena. V Praze : A. Neubert, 1918. 144 S. Překlad: Karel Vít
- Tvrdohlavec : román. V Praze : Tiskem a nákladem Národní tiskárny a nakladatelstva, 1899. 90 S. Překlad: Václav Šmíd
- Proroctví. V Praze : F. Šimáček, 1894. 71 S. Překlad: Antonín Pikhart
- Ježíšek : novella. V Praze : Tiskem a nákladem J. Otty, 1893. 357 S. Překlad: Jindřich Vodák
- Marnotratnice : novella. Praha : F. Šimáček (Světozor), 1893. 209 S. Překlad: Alois Koudelka (pod pseudonymem: O. S. Vetti)
- Krásná mlynářka : Španělská povídka. Praha : nákl. vl., 1891. 111 S. Překlad: neznámý